# Temporada 2024 del Básquetbol chileno
La Temporada 2024 del básquetbol chileno Abarcará todas las actividades relativas a campeonatos de básquetbol profesional y amateur, nacional e internacionales, disputados por clubes chilenos y por las selecciones nacionales de este país, en sus diversas categorías, durante el año 2024.

## Torneos de Equipos

### Masculino
| Nivel | Torneo         | Campeonato | Campeón            |
| ----- | -------------- | ---------- | ------------------ |
| 1     | Liga UNO       | 2024       | Colegio Los Leones |
| 2     | Liga DOS       | 2024       | CSD Colo-Colo      |
| 3     | LDD            | 2024       | Español de Osorno  |
| 4     | Liga Saesa     | 2024       | Español de Osorno  |
| 1     | Copa Chile     | 2024       | ABA Ancud          |
| 2     | Copa Chile DOS | 2024       | CD Illapel         |
| 1-2   | Supercopa      | 2024       | Español de Osorno  |

### Femenino
| Nivel | Torneo           | Campeonato    | Campeón           |
| ----- | ---------------- | ------------- | ----------------- |
| 1     | Primera División | A-2024 C-2024 | Sportiva Italiana |
| 2     | Segunda División | 2024          | Club Brisas       |

## Ascensos y Descensos
Estos fueron los equipos que ascendieron y descendieron, en los campeonatos disputados en la temporada 2024, tanto a nivel masculino como femenino (cuyos ascensos y descensos, se conocerán a final de la temporada en curso).

### Masculino
| Categorías        | Equipos descendidos | Equipos ascendidos                     |
| ----------------- | ------------------- | -------------------------------------- |
| Liga UNO Liga DOS | Español de Talca    | CSD Colo-Colo                          |
| Liga DOS LDD      |                     | The Shark´s Liceo de Curicó Huachipato |

### Femenino
| Categorías                        | Equipos descendidos | Equipos ascendidos                     |
| --------------------------------- | ------------------- | -------------------------------------- |
| Primera División Segunda División |                     | CD Brisas Universidad Austral de Chile |

## Equipos masculinos

### Liga UNO
| Nombre                    | Ciudad       | Gimnasio                                           | Capacidad   | Entrenador           | Proveedor  | Auspiciador                   |
| ------------------------- | ------------ | -------------------------------------------------- | ----------- | -------------------- | ---------- | ----------------------------- |
| Colegio Los Leones        | Quilpué      | Gimnasio Colegio Los Leones                        | 800         | José Ángel Samaniego | Playmaker  | Knop Laboratorios             |
| Sportiva Italiana         | Valparaíso   | Arlegui Fortín Prat                                | 1.200 3.000 | Gianluca Pozo        | Playoff    | UVM                           |
| Municipal Puente Alto     | Puente Alto  | Gimnasio Municipal Irene Velásquez                 | 3.000       | Pablo Ares           | Playoff    | CMPC                          |
| Universidad Católica      | Santiago     | Edificio de Deportes UC                            | 1.500       | Bernardo Murphy      | Macron     | CMPC                          |
| Español de Talca          | Talca        | Gimnasio Cendyr Sur Gimnasio Manuel Herrera Blanco | 1.500 4.500 | Pablo Gatica         | Zeus Sport | PF                            |
| Universidad de Concepción | Concepción   | Casa del Deporte                                   | 2.000       | Cipriano Núñez       | Live PRO   | Mundo                         |
| Liceo Pablo Neruda        | Temuco       | Costanera del Cautín                               | 1.000       | Álvaro Acuña         | Zeus Sport | Municipalidad de Temuco       |
| Las Ánimas de Valdivia    | Valdivia     | Gimnasio de Las Ánimas Coliseo Antonio Azurmendy   | 500 5.000   | Jorge Luis Alvárez   | Zeus Sport | Aserradero El Arenal          |
| CD Valdivia               | Valdivia     | Coliseo Municipal Antonio Azurmendy                | 5.000       | Gabriel Schamberger  | Live PRO   | Tepal Willamette              |
| Español de Osorno         | Osorno       | Gimnasio Monumental María Gallardo                 | 5.500       | Rodrigo Isbej        | Playoff    | Bonisimo                      |
| Atlético Puerto Varas     | Puerto Varas | Gimnasio Fiscal de Puerto Varas                    | 1.300       | Damián Gamarra       | Evensport  | Cecinas Llanquihue            |
| CEB Puerto Montt          | Puerto Montt | Gimnasio Municipal de Puerto Montt                 | 2.000       | Johao Tapia          | Evensport  | Municipalidad de Puerto Montt |
| ABA Ancud                 | Ancud        | Gimnasio Fiscal de Ancud                           | 2.500       | José Luis Pisani     | Playoff    | Municipalidad de Ancud        |
| Naviera Ulloa de Castro   | Castro       | Gimnasio Municipal de Castro                       | 1.500       | Leandro Hiriart      | Playoff    | Naviera Ulloa                 |

### Liga DOS
| Equipo               | Entrenador        | Gimnasio                      | Capacidad | Proveedor   | Auspiciador                   |
| -------------------- | ----------------- | ----------------------------- | --------- | ----------- | ----------------------------- |
| Alemán de Concepción | Jaime Urrutia     | Gimnasio Otto                 | 400       | Zeus-Sport  | Property Partners             |
| Árabe de Valparaíso  | Matías Cárcamo    | Fortín Prat                   | 3.000     |             |                               |
| Arturo Prat          | Víctor Ríos       | Gimnasio G. Juan Arancibia    |           | Zeus-Sport  | Ñuble Alimentos               |
| Boston College       | Benjamín Gasc     | Gimnasio Boston College       | 3.000     | Zeus-Sport  | UNAB es Deporte               |
| Club Brisas          | Javier Escobar    | Gimnasio Club Brisas          | 800       | Zeus-Sport  | RTR Ingeniería y Construcción |
| Colo-Colo            | Ernesto Menchaca  | Centro Entrenamiento Olímpico |           | Macron      | Clínica Meds                  |
| Luis Matte Larraín   | Mauricio Flores   | Gimnasio Boston College       | 3.000     | Agora Sport | CMPC                          |
| Municipal Chillán    | Robert Lagos      | Casa del Deporte de Chillán   | 1.300     | Zeus-Sport  | Secretos de la Nona           |
| Quilpue Basquetbol   | Álvaro García     | Fortín Prat                   | 3.000     | Zeus-Sport  | Zargo                         |
| Sergio Ceppi         | Eduardo Sepúlveda | Sergio Ceppi                  | 500       |             |                               |
| Stadio Italiano      | Rodrigo Carvajal  | Stadio Italiano               | 500       | Zeus-Sport  | Zeus-Sport                    |
| Truenos de Talca     | Carlos Morales    | Gimnasio Regional             | 4.500     | Zeus-Sport  | Zeus-Sport                    |

### Liga Saesa
| Equipo                         | Región    | Comuna o ciudad |
| ------------------------------ | --------- | --------------- |
| CD AB Temuco                   | Araucanía | Temuco          |
| CD Carahue                     | Carahue   |                 |
| CD Municipal Gorbea            | Gorbea    |                 |
| CD Municipal Loncoche          | Loncoche  |                 |
| CD Escuela Municipal Lautaro   | Lautaro   |                 |
| Las Ánimas de Valdivia         | Los Ríos  | Valdivia        |
| CD Valdivia                    | Los Ríos  | Valdivia        |
| CD Escuela Alemana Paillaco    | Los Ríos  | Paillaco        |
| CDB La Unión                   | Los Ríos  | La Unión        |
| Español de Osorno              | Los Lagos | Osorno          |
| CDSC Osorno                    | Los Lagos | Osorno          |
| CEB Purranque                  | Los Lagos | Purranque       |
| EMB Frutillar                  | Los Lagos | Frutillar       |
| CDSC Puerto Varas              | Los Lagos | Puerto Varas    |
| CD Escolar Alemán Puerto Varas | Los Lagos | Puerto Varas    |
| CEB Puerto Montt               | Los Lagos | Puerto Montt    |
| CSD Pumas Puerto Montt         | Los Lagos | Puerto Montt    |
| ABA Ancud                      | Los Lagos | Ancud           |
| CSD Achao                      | Los Lagos | Achao           |
| Club Deportes Castro           | Los Lagos | Castro          |
| CD San Francisco de Asís       | Los Lagos | Castro          |

## Equipos femeninos

### Primera División
| Equipo                     | Ciudad                 | Entrenador       | Gimnasio                    | Capacidad | Marca      |
| -------------------------- | ---------------------- | ---------------- | --------------------------- | --------- | ---------- |
| Sportiva Italiana          | Valparaiso             | Bandera de Chile | Fortín Prat                 | 3.000     |            |
| Colegio Los Leones         | Quilpué                |                  | Gimnasio Colegio Los Leones |           |            |
| Gimnástica de Viña del Mar | Viña del Mar           |                  | Fortín Prat                 | 3.000     |            |
| Universidad de Chile       | Santiago (Ñuñoa)       |                  | Gimnasio CEO 2              |           | Playoff    |
| Sergio Ceppi               | Santiago (La Cisterna) |                  | Gimnasio Sergio Ceppi       |           | Real Sport |
| Municipal Puente Alto      | Santiago (Puente Alto) |                  | Municipal Irene Velásquez   | 3.000     |            |
| Universidad de Concepción  | Concepción             | Bandera de Chile | Casa del Deporte            |           |            |
| Universidad de la Frontera | Temuco                 |                  | Gimnasio Olímpico UFRO      |           |            |
| Club deportivo UCSC        | Concepción             |                  | Gimnasio UCSC               |           |            |
| Escuela Alemana Paillaco   | Paillaco               |                  |                             |           |            |
| CEB Puerto Montt           | Puerto Montt           |                  | Gimnasio Municipal          |           |            |
| Español de Punta Arenas    | Punta Arenas           |                  |                             |           |            |

### Segunda División
| Equipo                     | Región        | Ciudad       |
| -------------------------- | ------------- | ------------ |
| New Crusaders              | Valparaíso    | Valparaíso   |
| Quilpué Basquetbol         | Valparaíso    | Quilpué      |
| Unión Estrella del Sur     | Valparaíso    | Quilpué      |
| CD Llolleo                 | Valparaíso    | San Antonio  |
| Santiago Morning Quilicura | Metropolitana | Quilicura    |
| CD Team Palmarés           | Metropolitana | Quilicura    |
| CD Boston College          | Metropolitana | Maipú        |
| Luis Matte Larraín         | Metropolitana | Puente Alto  |
| Universitarios de Chile    | Metropolitana | Santiago     |
| Club Brisas                | Metropolitana | La Cisterna  |
| O´Higgins Rancagua         | O'Higgins     | Rancagua     |
| Truenos de Talca           | Maule         | Talca        |
| CDSB Constitución          | Maule         | Constitución |
| Municipal Chillán          | Ñuble         | Chillán      |
| AB Temuco                  | Araucanía     | Temuco       |
| CD Universidad Austral     | Los Ríos      | Valdivia     |
| CD Español Osorno          | Los Lagos     | Osorno       |

## Doméstico masculino

### Liga UNO
Clave: PTOS: Puntos; PJ: Partidos jugados; PG: Partidos ganados; PP: Partidos Perdidos; AF: Puntos a Favor; EC: Puntos en Contra; DIF: Diferencia de puntos.

- Actualizado el 6 de mayo de 2024. Fuente:[1]

| Pos | Equipo                    | PTOS | PJ | PG | PP | AF   | EC   | DIF  |
| --- | ------------------------- | ---- | -- | -- | -- | ---- | ---- | ---- |
| 1   | Colegio Los Leones        | 47   | 26 | 21 | 5  | 2221 | 1784 | 437  |
| 2   | ABA Ancud                 | 47   | 26 | 21 | 5  | 2168 | 2024 | 144  |
| 3   | Español de Osorno         | 46   | 26 | 20 | 6  | 2170 | 1834 | 336  |
| 4   | Universidad de Concepción | 46   | 26 | 20 | 6  | 2260 | 2063 | 194  |
| 5   | CD Valdivia               | 41   | 26 | 15 | 11 | 2192 | 2107 | 85   |
| 6   | Municipal Puente Alto     | 40   | 26 | 14 | 12 | 2064 | 1976 | 88   |
| 7   | CD Las Ánimas             | 40   | 26 | 14 | 12 | 2121 | 2108 | 13   |
| 8   | Naviera Ulloa             | 37   | 26 | 11 | 15 | 1861 | 1889 | -28  |
| 9   | Sportiva Italiana         | 36   | 26 | 10 | 16 | 2047 | 2171 | -124 |
| 10  | Atlético Puerto Varas     | 36   | 26 | 10 | 16 | 2075 | 2163 | -88  |
| 11  | Universidad Católica      | 34   | 26 | 8  | 18 | 1934 | 2036 | -102 |
| 12  | Liceo Pablo Neruda        | 32   | 26 | 6  | 20 | 1836 | 2185 | -349 |
| 13  | CEB Puerto Montt          | 32   | 26 | 6  | 20 | 1792 | 2137 | -345 |
| 14  | Español de Talca *        | 31   | 26 | 6  | 20 | 1963 | 2227 | -264 |

     Clasificados a play-offs.
     Clasificados a play-in.
     Disputarán la permanencia.

#### Play-Out

###### 13CEB Puerto Montt vs14Español de Talca
| 11 de mayo de 2024 Partido 1       | 'CEB Puerto Montt'                                             | 95–74 (Series: 1-0)                   | Español de Talca                                             | Puerto Montt |  |  |
| 20:00                              | Parciales: 25-16, 19-16, 25-28, 26-14                          | Parciales: 25-16, 19-16, 25-28, 26-14 | Parciales: 25-16, 19-16, 25-28, 26-14                        | |  |  |
|                                    | Estadísticas N.Wadell 23 J.Cardenas 12 N.Ulloa 3 J.Cardenas 28 | Reporte Pts Reb Asts Val              | Estadísticas 29 D.Foreman 9 D.Foreman 6 F.Bravo 29 D.Foreman | Pabellón: Municipal Mario Marchant Árbitros: Enzo Fernández (CC) Samuel Romero (1) Nelson Saldivia (2) Televisión: lnbchile.tv |  |  |
| Puerto Montt lidera la serie, 1-0. |                                                                |                                       |                                                              | |  |  |
|                                    |                                                                |                                       |                                                              | |  |  |

| 12 de mayo de 2024 Partido 2      | 'CEB Puerto Montt'                                               | 87–77 (Series: 2-0)                   | Español de Talca                                            | Puerto Montt |  |  |
| 20:00                             | Parciales: 19-28, 23-18, 21-12, 24-19                            | Parciales: 19-28, 23-18, 21-12, 24-19 | Parciales: 19-28, 23-18, 21-12, 24-19                       | |  |  |
|                                   | Estadísticas J.Cardenas 22 J.Cardenas 19 S.Gomez 4 J.Cardenas 38 | Reporte Pts Reb Asts Val              | Estadísticas 25 S.Davies 12 S.Chialva 6 F.Bravo 24 S.Davies | Pabellón: Municipal Mario Marchant Árbitros: Sebastián Negrón (CC) Álvaro Hermosilla (1) Ariel Garcés (2) Televisión: lnbchile.tv |  |  |
| Puerto Montt lidera la serie, 2-0 |                                                                  |                                       |                                                             | |  |  |
|                                   |                                                                  |                                       |                                                             | |  |  |

| 18 de mayo de 2024 Partido 3    | Español de Talca                                        | 70–77 (Series: 0-3)                   | CEB Puerto Montt                                              | Talca |  |  |
| 20:00                           | Parciales: 21-11, 13-25, 19-18, 17-23                   | Parciales: 21-11, 13-25, 19-18, 17-23 | Parciales: 21-11, 13-25, 19-18, 17-23                         | |  |  |
|                                 | Estadísticas S.Serna 18 S.Serna 9 F.Bravo 10 S.Serna 18 | Reporte Pts Reb Asts Val              | Estadísticas 27 N.Wadell 20 J.Cardenas 2 C.Torres 27 N.Wadell | Pabellón: Gimnasio Cendyr Sur Árbitros: Claudio Osorio (CC) Mariajesús González (1) Miguel Bravo (2) Televisión: lnbchile.tv |  |  |
| Puerto Montt ganó la serie, 3-0 |                                                         |                                       |                                                               | |  |  |
|                                 |                                                         |                                       |                                                               | |  |  |

CEB Puerto Montt ganó la serie por 3-0. Como consecuencia, Español de Talca desciende a la Liga DOS, para la temporada 2025.

#### Play-Off
|  | Play-In | Play-In               | Play-In                   | Play-In                   | Play-In | Play-In | Play-In |    |           | Cuartos de final | Cuartos de final | Cuartos de final | Cuartos de final | Cuartos de final | Cuartos de final | Cuartos de final |   |                    | Semifinales | Semifinales | Semifinales        | Semifinales | Semifinales | Semifinales | Semifinales |     |  | Final | Final | Final | Final | Final | Final | Final | Final | Final |  |
|  |         |                       |                           |                           |         |         |         |    |           |                  |                  |                  |                  |                  |                  |                  |   |                    |             |             |                    |             |             |             |             |     |  |       |       |       |       |       |       |       |       |       |  |
|  |         |                       |                           |                           |         |         |         |    |           |                  |                  |                  |                  |                  |                  |                  |   |                    |             |             |                    |             |             |             |             |     |  |       |       |       |       |       |       |       |       |       |  |
|  |         |                       |                           |                           |         |         |         |    |           |                  |                  |                  |                  |                  |                  |                  |   |                    |             |             |                    |             |             |             |             |     |  |       |       |       |       |       |       |       |       |       |  |
|  |         |                       |                           |                           |         |         |         |    |           |                  |                  |                  |                  |                  |                  |                  |   |                    |             |             |                    |             |             |             |             |     |  |       |       |       |       |       |       |       |       |       |  |
|  |         |                       |                           |                           |         |         |         |    |           |                  |                  |                  |                  |                  |                  |                  |   |                    |             |             |                    |             |             |             |             |     |  |       |       |       |       |       |       |       |       |       |  |
|  |         | 1                     | Colegio Los Leones        | 73                        | 76      | 75      |         |    |           |                  |                  |                  |                  |                  |                  |                  |   |                    |             |             |                    |             |             |             |             |     |  |       |       |       |       |       |       |       |       |       |  |
|  |         |                       |                           |                           |         |         |         |    |           |                  |                  |                  |                  |                  |                  |                  |   |                    |             |             |                    |             |             |             |             |     |  |       |       |       |       |       |       |       |       |       |  |
|  |         |                       | 9                         | Sportiva Italiana         | 64      | 66      | 69      |    |           |                  |                  |                  |                  |                  |                  |                  |   |                    |             |             |                    |             |             |             |             |     |  |       |       |       |       |       |       |       |       |       |  |
|  | 8       | Naviera Ulloa         | 9                         | Sportiva Italiana         | 64      | 66      | 69      | 73 | 65        | 67               | 51               |                  |                  |                  |                  |                  |   |                    |             |             |                    |             |             |             |             |     |  |       |       |       |       |       |       |       |       |       |  |
|  | 8       | Naviera Ulloa         |                           |                           |         |         |         |    |           |                  |                  |                  |                  |                  |                  |                  |   |                    |             |             |                    |             |             |             |             |     |  |       |       |       |       |       |       |       |       |       |  |
|  | 9       | Sportiva Italiana     | 76                        | 58                        | 80      | 72      |         |    |           |                  |                  |                  |                  |                  |                  |                  |   |                    |             |             |                    |             |             |             |             |     |  |       |       |       |       |       |       |       |       |       |  |
|  | 9       | Sportiva Italiana     | 76                        | 58                        | 80      | 72      |         |    |           |                  |                  |                  |                  |                  |                  |                  | 1 | Colegio Los Leones | 65          | 82          | 87                 | 66          | 79          |             |             |     |  |       |       |       |       |       |       |       |       |       |  |
|  |         |                       |                           |                           |         |         |         |    |           |                  |                  |                  |                  |                  |                  |                  | 1 | Colegio Los Leones | 65          | 82          | 87                 | 66          | 79          |             |             |     |  |       |       |       |       |       |       |       |       |       |  |
|  |         |                       | 4                         | Universidad de Concepción | 73      | 69      | 89      | 64 | 70        |                  |                  |                  |                  |                  |                  |                  |   |                    |             |             |                    |             |             |             |             |     |  |       |       |       |       |       |       |       |       |       |  |
|  |         |                       | 4                         | Universidad de Concepción | 73      | 69      | 89      | 64 | 70        |                  |                  |                  |                  |                  |                  |                  |   |                    |             |             |                    |             |             |             |             |     |  |       |       |       |       |       |       |       |       |       |  |
|  |         |                       |                           |                           |         |         |         |    |           |                  |                  |                  |                  |                  |                  |                  |   |                    |             |             |                    |             |             |             |             |     |  |       |       |       |       |       |       |       |       |       |  |
|  |         |                       |                           |                           |         |         |         |    |           |                  |                  |                  |                  |                  |                  |                  |   |                    |             |             |                    |             |             |             |             |     |  |       |       |       |       |       |       |       |       |       |  |
|  |         | 4                     | Universidad de Concepción | 85                        | 101     | 93      |         |    |           |                  |                  |                  |                  |                  |                  |                  |   |                    |             |             |                    |             |             |             |             |     |  |       |       |       |       |       |       |       |       |       |  |
|  |         |                       |                           |                           |         |         |         |    |           |                  |                  |                  |                  |                  |                  |                  |   |                    |             |             |                    |             |             |             |             |     |  |       |       |       |       |       |       |       |       |       |  |
|  |         |                       | 5                         | CD Valdivia               | 70      | 90      | 83      |    |           |                  |                  |                  |                  |                  |                  |                  |   |                    |             |             |                    |             |             |             |             |     |  |       |       |       |       |       |       |       |       |       |  |
|  |         |                       | 5                         | CD Valdivia               | 70      | 90      | 83      |    |           |                  |                  |                  |                  |                  |                  |                  |   |                    |             |             |                    |             |             |             |             |     |  |       |       |       |       |       |       |       |       |       |  |
|  |         |                       |                           |                           |         |         |         |    |           |                  |                  |                  |                  |                  |                  |                  |   |                    |             |             |                    |             |             |             |             |     |  |       |       |       |       |       |       |       |       |       |  |
|  |         |                       |                           |                           |         |         |         |    |           |                  |                  |                  |                  |                  |                  |                  |   |                    |             |             |                    |             |             |             |             |     |  |       |       |       |       |       |       |       |       |       |  |
|  |         |                       |                           |                           |         |         |         |    |           |                  |                  |                  |                  |                  |                  |                  |   |                    |             | 1           | Colegio Los Leones | 72          | 78          | 71          | 62          | 104 |  |       |       |       |       |       |       |       |       |       |  |
|  |         |                       |                           |                           |         |         |         |    |           |                  |                  |                  |                  |                  |                  |                  |   |                    |             |             |                    |             |             |             |             | 104 |  |       |       |       |       |       |       |       |       |       |  |
|  |         |                       | 3                         | Español de Osorno         | 58      | 72      | 82      | 61 | 69        |                  |                  |                  |                  |                  |                  |                  |   |                    |             |             |                    |             |             |             |             |     |  |       |       |       |       |       |       |       |       |       |  |
|  |         |                       | 3                         | Español de Osorno         | 58      | 72      | 82      | 61 | 69        |                  |                  |                  |                  |                  |                  |                  |   |                    |             |             |                    |             |             |             |             |     |  |       |       |       |       |       |       |       |       |       |  |
|  |         |                       |                           |                           |         |         |         |    |           |                  |                  |                  |                  |                  |                  |                  |   |                    |             |             |                    |             |             |             |             |     |  |       |       |       |       |       |       |       |       |       |  |
|  |         |                       |                           |                           |         |         |         |    |           |                  |                  |                  |                  |                  |                  |                  |   |                    |             |             |                    |             |             |             |             |     |  |       |       |       |       |       |       |       |       |       |  |
|  |         | 3                     | Español de Osorno         | 71                        | 58      | 82      | 75      |    |           |                  |                  |                  |                  |                  |                  |                  |   |                    |             |             |                    |             |             |             |             |     |  |       |       |       |       |       |       |       |       |       |  |
|  |         |                       |                           |                           |         |         |         |    |           |                  |                  |                  |                  |                  |                  |                  |   |                    |             |             |                    |             |             |             |             |     |  |       |       |       |       |       |       |       |       |       |  |
|  |         |                       | 6                         | Puente Alto               | 61      | 50      | 99      | 69 |           |                  |                  |                  |                  |                  |                  |                  |   |                    |             |             |                    |             |             |             |             |     |  |       |       |       |       |       |       |       |       |       |  |
|  |         |                       | 6                         | Puente Alto               | 61      | 50      | 99      | 69 |           |                  |                  |                  |                  |                  |                  |                  |   |                    |             |             |                    |             |             |             |             |     |  |       |       |       |       |       |       |       |       |       |  |
|  |         |                       |                           |                           |         |         |         |    |           |                  |                  |                  |                  |                  |                  |                  |   |                    |             |             |                    |             |             |             |             |     |  |       |       |       |       |       |       |       |       |       |  |
|  |         |                       |                           |                           |         |         |         |    |           |                  |                  |                  |                  |                  |                  |                  |   |                    |             |             |                    |             |             |             |             |     |  |       |       |       |       |       |       |       |       |       |  |
|  |         |                       |                           |                           |         |         |         |    |           |                  | 2                | ABA Ancud        | 103              | 83               | 68               | 61               |   |                    |             |             |                    |             |             |             |             |     |  |       |       |       |       |       |       |       |       |       |  |
|  |         |                       |                           |                           |         |         |         |    |           |                  |                  |                  |                  |                  |                  |                  |   |                    |             |             |                    |             |             |             |             |     |  |       |       |       |       |       |       |       |       |       |  |
|  |         |                       | 3                         | Español de Osorno         | 107     | 65      | 72      | 91 |           |                  |                  |                  |                  |                  |                  |                  |   |                    |             |             |                    |             |             |             |             |     |  |       |       |       |       |       |       |       |       |       |  |
|  | 7       | CD Las Ánimas         | 3                         | Español de Osorno         | 107     | 65      | 72      | 91 | 68        | 84               | 83               | 83               |                  |                  |                  |                  |   |                    |             |             |                    |             |             |             |             |     |  |       |       |       |       |       |       |       |       |       |  |
|  | 7       | CD Las Ánimas         |                           |                           |         |         |         |    |           |                  |                  | 83               |                  |                  |                  |                  |   |                    |             |             |                    |             |             |             |             |     |  |       |       |       |       |       |       |       |       |       |  |
|  | 10      | Atlético Puerto Varas | 70                        | 82                        | 75      | 82      |         |    |           |                  |                  |                  |                  |                  |                  |                  |   |                    |             |             |                    |             |             |             |             |     |  |       |       |       |       |       |       |       |       |       |  |
|  | 10      | Atlético Puerto Varas | 70                        | 82                        | 75      | 82      |         | 2  | ABA Ancud | 84               | 106              | 84               | 86               | 94               |                  |                  |   |                    |             |             |                    |             |             |             |             |     |  |       |       |       |       |       |       |       |       |       |  |
|  |         |                       |                           |                           |         |         |         | 2  | ABA Ancud | 84               | 106              | 84               | 86               | 94               |                  |                  |   |                    |             |             |                    |             |             |             |             |     |  |       |       |       |       |       |       |       |       |       |  |
|  |         |                       | 7                         | CD Las Ánimas             | 90      | 82      | 87      | 73 | 67        |                  |                  |                  |                  |                  |                  |                  |   |                    |             |             |                    |             |             |             |             |     |  |       |       |       |       |       |       |       |       |       |  |
|  |         |                       | 7                         | CD Las Ánimas             | 90      | 82      | 87      | 73 | 67        |                  |                  |                  |                  |                  |                  |                  |   |                    |             |             |                    |             |             |             |             |     |  |       |       |       |       |       |       |       |       |       |  |
|  |         |                       |                           |                           |         |         |         |    |           |                  |                  |                  |                  |                  |                  |                  |   |                    |             |             |                    |             |             |             |             |     |  |       |       |       |       |       |       |       |       |       |  |
|  |         |                       |                           |                           |         |         |         |    |           |                  |                  |                  |                  |                  |                  |                  |   |                    |             |             |                    |             |             |             |             |     |  |       |       |       |       |       |       |       |       |       |  |
|  |         |                       |                           |                           |         |         |         |    |           |                  |                  |                  |                  |                  |                  |                  |   |                    |             |             |                    |             |             |             |             |     |  |       |       |       |       |       |       |       |       |       |  |
|  |         |                       |                           |                           |         |         |         |    |           |                  |                  |                  |                  |                  |                  |                  |   |                    |             |             |                    |             |             |             |             |     |  |       |       |       |       |       |       |       |       |       |  |

#### Campeón
|                                |
| Colegio Los Leones 1.er título |

### Liga DOS
Clave: PTOS: Puntos; PJ: Partidos jugados; PG: Partidos ganados; PP: Partidos Perdidos; AF: Puntos a Favor; EC: Puntos en Contra; DIF: Diferencia de puntos.

- Actualizado el 30 de junio de 2024. Fuente:[1]

| Pos | Equipo               | PTOS | PJ | PG | PP | AF   | EC   | DIF  |
| --- | -------------------- | ---- | -- | -- | -- | ---- | ---- | ---- |
| 1   | Colo-Colo            | 44   | 22 | 22 | 0  | 1807 | 1391 | 416  |
| 2   | Truenos de Talca     | 37   | 22 | 15 | 7  | 1651 | 1482 | 169  |
| 3   | Stadio Italiano      | 36   | 22 | 14 | 8  | 1492 | 1392 | 100  |
| 4   | Sergio Ceppi         | 35   | 22 | 13 | 9  | 1607 | 1578 | 29   |
| 5   | Alemán de Concepción | 35   | 22 | 13 | 9  | 1637 | 1575 | 62   |
| 6   | Boston College       | 34   | 22 | 12 | 10 | 1568 | 1496 | 72   |
| 7   | Quilpué Basquetbol   | 32   | 22 | 10 | 12 | 1427 | 1509 | -82  |
| 8   | Municipal Chillán    | 31   | 22 | 9  | 13 | 1386 | 1464 | -78  |
| 9   | Árabe de Valparaiso  | 30   | 22 | 8  | 14 | 1452 | 1591 | -139 |
| 10  | Luis Matte Larraín   | 30   | 22 | 8  | 14 | 1516 | 1626 | -110 |
| 11  | Club Brisas          | 28   | 22 | 6  | 16 | 1482 | 1563 | -81  |
| 12  | Arturo Prat          | 24   | 22 | 2  | 20 | 1549 | 1907 | -358 |

### Play-Off
|  | Semifinal | Semifinal        | Semifinal | Semifinal       | Semifinal | Semifinal | Semifinal |           |    | Final | Final | Final | Final | Final | Final | Final |  |
|  |           |                  |           |                 |           |           |           |           |    |       |       |       |       |       |       |       |  |
|  |           |                  |           |                 |           |           |           |           |    |       |       |       |       |       |       |       |  |
|  | 1         | Colo-Colo        | 91        | 76              | 73        |           |           |           |    |       |       |       |       |       |       |       |  |
|  | 1         | Colo-Colo        | 91        | 76              | 73        |           |           |           |    |       |       |       |       |       |       |       |  |
|  | 4         | Sergio Ceppi     | 78        | 62              | 50        |           |           |           |    |       |       |       |       |       |       |       |  |
|  | 4         | Sergio Ceppi     | 78        | 62              | 50        |           | 1         | Colo-Colo | 77 | 76    | 91    |       |       |       |       |       |  |
|  |           |                  |           |                 |           |           |           | Colo-Colo | 77 | 76    | 91    |       |       |       |       |       |  |
|  |           |                  | 3         | Stadio Italiano | 70        | 56        | 57        |           |    |       |       |       |       |       |       |       |  |
|  | 2         | Truenos de Talca | 3         | Stadio Italiano | 70        | 56        | 57        | 66        | 48 | 66    | 61    | 64    |       |       |       |       |  |
|  | 2         | Truenos de Talca |           |                 |           |           |           | 66        | 48 | 66    | 61    | 64    |       |       |       |       |  |
|  | 3         | Stadio Italiano  | 58        | 62              | 73        | 51        | 70        |           |    |       |       |       |       |       |       |       |  |
|  | 3         | Stadio Italiano  | 58        | 62              | 73        | 51        | 70        |           |    |       |       |       |       |       |       |       |  |
|  |           |                  |           |                 |           |           |           |           |    |       |       |       |       |       |       |       |  |

#### Campeón
|                                                     |
| Colo-Colo 1.er título y Asciende a la Liga Uno 2025 |
|                                                     |

### Liga de Desarrollo

#### Cuadrangular Final
Se disputó en el Gimnasio Monumental María Gallardo de Osorno.
| Pos | Equipos                 | Pts | PJ | PG | PP | Dif |
| --- | ----------------------- | --- | -- | -- | -- | --- |
| 1   | Español de Osorno       | 6   | 3  | 3  | 0  | 93  |
| 2   | CD Alemán de Concepción | 5   | 2  | 2  | 1  | 1   |
| 3   | CD Árabe de Valparaíso  | 4   | 3  | 1  | 2  | -53 |
| 4   | CSD Colo-Colo           | 3   | 3  | 0  | 3  | -41 |

     Campeón.

#### Campeón
|                               |
| Español de Osorno 1.er título |
|                               |

### Liga Saesa
Fuente:.

### Zona A
| Pos | Equipo            | PTOS | PJ | PG | PP | AF  | EC  | DIF  |
| --- | ----------------- | ---- | -- | -- | -- | --- | --- | ---- |
| 1.  | CD Valdivia       | 22   | 12 | 10 | 2  | 932 | 748 | 184  |
| 2.  | CDSC Osorno       | 20   | 12 | 8  | 4  | 887 | 825 | 62   |
| 3.  | CDSC Puerto Varas | 19   | 12 | 7  | 5  | 881 | 844 | 37   |
| 4.  | CDSC Achao        | 18   | 12 | 6  | 6  | 860 | 929 | -69  |
| 5.  | CD AB Temuco      | 18   | 12 | 6  | 6  | 897 | 905 | -8   |
| 6.  | ABA Ancud         | 15   | 12 | 3  | 9  | 852 | 954 | -102 |
| 7.  | CEB Puerto Montt  | 14   | 12 | 2  | 10 | 793 | 897 | -104 |

### Zona B
| Pos | Equipo             | PTOS | PJ | PG | PP | AF  | EC   | DIF  |
| --- | ------------------ | ---- | -- | -- | -- | --- | ---- | ---- |
| 1.  | CD Español Osorno  | 23   | 12 | 11 | 1  | 978 | 813  | 165  |
| 2.  | Alemán Pto. Varas  | 20   | 12 | 8  | 4  | 898 | 824  | 74   |
| 3.  | Pumas Puerto Montt | 20   | 12 | 8  | 4  | 869 | 819  | 50   |
| 4.  | CD Las Ánimas      | 18   | 12 | 6  | 6  | 824 | 831  | -7   |
| 5.  | Municipal Gorbea   | 17   | 12 | 5  | 7  | 880 | 874  | 6    |
| 6.  | CD Castro          | 16   | 12 | 4  | 8  | 923 | 918  | 5    |
| 7.  | San Francisco Asis | 12   | 12 | 0  | 12 | 733 | 1026 | -293 |

### Zona C
| Pos | Equipo               | PTOS | PJ | PG | PP | AF  | EC  | DIF  |
| --- | -------------------- | ---- | -- | -- | -- | --- | --- | ---- |
| 1.  | E. Alemana Paillaco  | 22   | 12 | 10 | 2  | 953 | 818 | 135  |
| 2.  | CDB La Unión         | 20   | 12 | 8  | 4  | 856 | 792 | 64   |
| 3.  | CD Carahue           | 20   | 12 | 8  | 4  | 856 | 806 | 50   |
| 4.  | E. Municipal Lautaro | 18   | 12 | 6  | 6  | 869 | 819 | 50   |
| 5.  | Municipal Loncoche   | 18   | 12 | 6  | 6  | 834 | 811 | 23   |
| 6.  | CDSC Frutillar       | 14   | 12 | 3  | 9  | 722 | 850 | -128 |
| 7.  | CEB Purranque        | 13   | 12 | 1  | 11 | 703 | 897 | -194 |

### Play-offs
|  | Cuartos de final | Cuartos de final    | Cuartos de final |                   |    | Semifinales       | Semifinales | Semifinales |  |    | Final             | Final | Final |  |
|  |                  |                     |                  |                   |    |                   |             |             |  |    |                   |       |       |  |
|  |                  |                     |                  |                   |    |                   |             |             |  |    |                   |       |       |  |
|  | 1B               | Español de Osorno   | 2                |                   |    |                   |             |             |  |    |                   |       |       |  |
|  | 1B               | Español de Osorno   | 2                |                   |    |                   |             |             |  |    |                   |       |       |  |
|  | 2C               | CDB La Unión        | 0                |                   |    |                   |             |             |  |    |                   |       |       |  |
|  | 2C               | CDB La Unión        | 0                |                   | 1B | Español de Osorno | 2           |             |  |    |                   |       |       |  |
|  |                  |                     |                  |                   | 1B | Español de Osorno | 2           |             |  |    |                   |       |       |  |
|  |                  |                     | 2A               | CDSC Osorno       | 0  |                   |             |             |  |    |                   |       |       |  |
|  | 3B               | Pumas Puerto Montt  | 2A               | CDSC Osorno       | 0  | 0                 |             |             |  |    |                   |       |       |  |
|  | 3B               | Pumas Puerto Montt  |                  |                   |    |                   |             |             |  |    |                   |       |       |  |
|  | 2A               | CDSC Osorno         | 2                |                   |    |                   |             |             |  |    |                   |       |       |  |
|  | 2A               | CDSC Osorno         | 2                |                   |    |                   |             |             |  | 1B | Español de Osorno | 2     |       |  |
|  |                  |                     |                  |                   |    |                   |             |             |  | 1B | Español de Osorno | 2     |       |  |
|  |                  |                     | 1A               | CD Valdivia       | 0  |                   |             |             |  |    |                   |       |       |  |
|  | 1A               | CD Valdivia         | 1A               | CD Valdivia       | 0  | 2                 |             |             |  |    |                   |       |       |  |
|  | 1A               | CD Valdivia         |                  |                   |    |                   |             |             |  |    |                   |       |       |  |
|  | 1C               | Alemana Paillaco    | 0                |                   |    |                   |             |             |  |    |                   |       |       |  |
|  | 1C               | Alemana Paillaco    | 0                |                   | 1A | CD Valdivia       | 2           |             |  |    |                   |       |       |  |
|  |                  |                     |                  |                   | 1A | CD Valdivia       | 2           |             |  |    |                   |       |       |  |
|  |                  |                     | 3A               | CDSC Puerto Varas | 0  |                   |             |             |  |    |                   |       |       |  |
|  | 3A               | CDSC Puerto Varas   | 3A               | CDSC Puerto Varas | 0  | 2                 |             |             |  |    |                   |       |       |  |
|  | 3A               | CDSC Puerto Varas   |                  |                   |    |                   |             |             |  |    |                   |       |       |  |
|  | 2B               | Alemán Puerto Varas | 1                |                   |    |                   |             |             |  |    |                   |       |       |  |
|  | 2B               | Alemán Puerto Varas | 1                |                   |    |                   |             |             |  |    |                   |       |       |  |
|  |                  |                     |                  |                   |    |                   |             |             |  |    |                   |       |       |  |

### Campeón
|                               |
| Español de Osorno 4.to título |
|                               |

### Copa Chile

#### Conferencia Centro[4]
| Equipo                | Pts | PJ | PG | PP | PF  | PC  | Dif  |
| --------------------- | --- | -- | -- | -- | --- | --- | ---- |
| Municipal Puente Alto | 18  | 10 | 8  | 2  | 773 | 722 | 51   |
| Colegio Los Leones    | 17  | 10 | 7  | 3  | 804 | 671 | 133  |
| Sportiva Italiana     | 16  | 10 | 6  | 4  | 775 | 776 | -1   |
| Colo-Colo             | 15  | 10 | 5  | 5  | 778 | 756 | 22   |
| Universidad Católica  | 13  | 10 | 3  | 7  | 674 | 731 | -57  |
| Español de Talca      | 11  | 10 | 1  | 9  | 691 | 839 | -148 |

#### Conferencia Sur[5]
| Equipo                    | Pts | PJ | PG | PP | PF  | PC  | Dif  |
| ------------------------- | --- | -- | -- | -- | --- | --- | ---- |
| Universidad de Concepción | 20  | 10 | 10 | 0  | 888 | 796 | 92   |
| ABA Ancud                 | 16  | 10 | 6  | 4  | 805 | 834 | -29  |
| Puerto Varas Basket       | 16  | 10 | 6  | 4  | 814 | 734 | 80   |
| Español de Osorno         | 15  | 10 | 5  | 5  | 806 | 745 | 61   |
| Deportes Las Ánimas       | 13  | 10 | 3  | 7  | 738 | 843 | -105 |
| CD Valdivia               | 10  | 10 | 0  | 10 | 753 | 852 | -99  |

     Clasifican a Playoffs

#### Play-Offs
|  | Cuartos de final | Cuartos de final          | Cuartos de final | Cuartos de final   | Cuartos de final | Cuartos de final | Cuartos de final |                       |                           | Semifinal | Semifinal | Semifinal |              |                       | Final        | Final                     | Final |  |
|  |                  |                           |                  |                    |                  |                  |                  |                       |                           |           |           |           |              |                       |              |                           |       |  |
|  |                  |                           |                  |                    |                  |                  |                  |                       |                           |           |           |           |              |                       |              |                           |       |  |
|  | 1C               | Municipal Puente Alto     | 87               | 79                 | 65               |                  |                  |                       |                           |           |           |           |              |                       |              |                           |       |  |
|  | 1C               | Municipal Puente Alto     | 87               | 79                 | 65               |                  |                  |                       |                           |           |           |           |              |                       |              |                           |       |  |
|  | 4C               | Colo-Colo                 | 83               | 74                 | 62               |                  |                  |                       |                           |           |           |           |              |                       |              |                           |       |  |
|  | 4C               | Colo-Colo                 | 83               | 74                 | 62               |                  | 1C               | Municipal Puente Alto | 71                        |           |           |           |              |                       |              |                           |       |  |
|  |                  |                           |                  |                    |                  |                  |                  | Municipal Puente Alto | 71                        |           |           |           |              |                       |              |                           |       |  |
|  |                  |                           | 2S               | ABA Ancud          | 84               |                  |                  |                       |                           |           |           |           |              |                       |              |                           |       |  |
|  | 2S               | ABA Ancud                 | 2S               | ABA Ancud          | 84               | 78               | 62               | 68                    | 75                        | 80        |           |           |              |                       |              |                           |       |  |
|  | 2S               | ABA Ancud                 |                  |                    |                  |                  |                  | 68                    | 75                        | 80        |           |           |              |                       |              |                           |       |  |
|  | 3S               | Puerto Varas Basket       | 72               | 69                 | 66               | 85               | 72               |                       |                           |           |           |           |              |                       |              |                           |       |  |
|  | 3S               | Puerto Varas Basket       | 72               | 69                 | 66               | 85               | 72               |                       |                           |           |           |           |              | 2S                    | ABA Ancud    | 73                        |       |  |
|  |                  |                           |                  |                    |                  |                  |                  |                       |                           |           |           |           |              | 2S                    | ABA Ancud    | 73                        |       |  |
|  |                  |                           | 2C               | Colegio Los Leones | 66               |                  |                  |                       |                           |           |           |           |              |                       |              |                           |       |  |
|  | 1S               | Universidad de Concepción | 2C               | Colegio Los Leones | 66               | 86               | 80               | 64                    | 88                        |           |           |           |              |                       |              |                           |       |  |
|  | 1S               | Universidad de Concepción |                  |                    |                  |                  |                  | 64                    | 88                        |           |           |           |              |                       |              |                           |       |  |
|  | 4S               | Español de Osorno         | 82               | 78                 | 92               | 82               |                  |                       |                           |           |           |           |              |                       |              |                           |       |  |
|  | 4S               | Español de Osorno         | 82               | 78                 | 92               | 82               |                  | 1S                    | Universidad de Concepción | 58        |           |           | Tercer lugar | Tercer lugar          | Tercer lugar |                           |       |  |
|  |                  |                           |                  |                    |                  |                  |                  | 1S                    | Universidad de Concepción | 58        |           |           | Tercer lugar | Tercer lugar          | Tercer lugar |                           |       |  |
|  |                  |                           | 2C               | Colegio Los Leones | 59               |                  |                  |                       |                           |           |           |           |              |                       |              |                           |       |  |
|  | 2C               | Colegio Los Leones        | 2C               | Colegio Los Leones | 59               | 82               | 63               | 84                    | 88                        | 86        |           |           | 1C           | Municipal Puente Alto | 64           |                           |       |  |
|  | 2C               | Colegio Los Leones        |                  |                    |                  |                  |                  | 84                    | 88                        | 86        |           |           | 1C           | Municipal Puente Alto | 64           |                           |       |  |
|  | 3C               | Sportiva Italiana         | 51               | 81                 | 85               | 84               | 68               |                       |                           |           |           |           |              |                       | 1S           | Universidad de Concepción | 75    |  |
|  | 3C               | Sportiva Italiana         | 51               | 81                 | 85               | 84               | 68               |                       |                           |           |           |           |              |                       | 1S           | Universidad de Concepción | 75    |  |
|  |                  |                           |                  |                    |                  |                  |                  |                       |                           |           |           |           |              |                       |              |                           |       |  |

#### Campeón
|                       |
| ABA Ancud 1.er título |
|                       |

### Copa Chile DOS

#### Zona Centro[9]
| Equipo                | Pts | PJ | PG | PP | PF  | PC  | Dif  |
| --------------------- | --- | -- | -- | -- | --- | --- | ---- |
| CD Illapel Basquetbol | 19  | 10 | 9  | 1  | 757 | 554 | 203  |
| CD Boston College     | 17  | 10 | 7  | 3  | 792 | 672 | 120  |
| Stadio Italiano       | 16  | 10 | 6  | 4  | 593 | 597 | -4   |
| CD Sergio Ceppi       | 15  | 10 | 5  | 5  | 735 | 678 | 57   |
| CD Tinguiririca SF    | 12  | 10 | 2  | 8  | 529 | 759 | -230 |
| CD Árabe Valparaíso   | 11  | 10 | 1  | 9  | 603 | 749 | -146 |

#### Zona Sur[10]
| Equipo                  | Pts | PJ | PG | PP | PF  | PC  | Dif  |
| ----------------------- | --- | -- | -- | -- | --- | --- | ---- |
| CD Truenos de Talca     | 19  | 10 | 9  | 1  | 807 | 669 | 138  |
| CD Alemán de Concepción | 18  | 10 | 8  | 2  | 792 | 657 | 135  |
| CD Municipal Chillán    | 15  | 10 | 5  | 5  | 725 | 700 | 25   |
| CD Huachipato           | 15  | 10 | 5  | 5  | 714 | 738 | -24  |
| CDSB Constitución       | 12  | 10 | 2  | 8  | 607 | 733 | -126 |
| CD Liceo Curicó         | 11  | 10 | 1  | 9  | 644 | 792 | -148 |

     Clasifican al Final Four

#### Final Four
|  | Semifinal | Semifinal            | Semifinal |                |    | Final        | Final                | Final        |  |
|  |           |                      |           |                |    |              |                      |              |  |
|  |           |                      |           |                |    |              |                      |              |  |
|  | 1C        | CD Illapel           | 100       |                |    |              |                      |              |  |
|  | 1C        | CD Illapel           | 100       |                |    |              |                      |              |  |
|  | 2S        | Alemán de Concepción | 70        |                |    |              |                      |              |  |
|  | 2S        | Alemán de Concepción | 70        |                | 1C | CD Illapel   | 67                   |              |  |
|  |           |                      |           |                | 1C | CD Illapel   | 67                   |              |  |
|  |           |                      | 2C        | Boston College | 51 |              |                      |              |  |
|  | 1S        | Truenos de Talca     | 2C        | Boston College | 51 | 56           |                      |              |  |
|  | 1S        | Truenos de Talca     |           |                |    | 56           |                      |              |  |
|  | 2C        | Boston College       | 67        |                |    | Tercer lugar | Tercer lugar         | Tercer lugar |  |
|  | 2C        | Boston College       | 67        |                |    | Tercer lugar | Tercer lugar         | Tercer lugar |  |
|  |           |                      |           |                |    |              |                      |              |  |
|  |           |                      |           |                |    | 2S           | Alemán de Concepción | 78           |  |
|  |           |                      |           |                |    | 2S           | Alemán de Concepción | 78           |  |
|  |           |                      |           |                |    | 1S           | Truenos de Talca     | 69           |  |
|  |           |                      |           |                |    | 1S           | Truenos de Talca     | 69           |  |
|  |           |                      |           |                |    |              |                      |              |  |

#### Campeón
|                        |
| CD Illapel 1.er título |
|                        |

### Participantes
| Equipo                    | Clasificación           |
| ------------------------- | ----------------------- |
| Colegio Los Leones        | Campeón Liga 1 2024     |
| Coolbet Español de Osorno | Subcampeón Liga 1 2024  |
| Universidad de Concepción | Campeón Copa Chile 2023 |
| CSD Colo-Colo             | Campeón Liga 2 2024     |

### Desarrollo
|  | Primer partido            |                           |    |  |
|  |                           |                           |    |  |
|  | Los Leones de Quilpué     | Los Leones de Quilpué     | 78 |  |
|  | Los Leones de Quilpué     | Los Leones de Quilpué     | 78 |  |
|  | Universidad de Concepción | Universidad de Concepción | 88 |  |
|  | Universidad de Concepción | Universidad de Concepción | 88 |  |

|  | Primer partido    |                   |    |  |
|  |                   |                   |    |  |
|  | Español de Osorno | Español de Osorno | 83 |  |
|  | Español de Osorno | Español de Osorno | 83 |  |
|  | Colo-Colo         | Colo-Colo         | 44 |  |
|  | Colo-Colo         | Colo-Colo         | 44 |  |

|  | Segundo partido           |                           |    |  |
|  |                           |                           |    |  |
|  | Universidad de Concepción | Universidad de Concepción | 98 |  |
|  | Universidad de Concepción | Universidad de Concepción | 98 |  |
|  | Colo-Colo                 | Colo-Colo                 | 68 |  |
|  | Colo-Colo                 | Colo-Colo                 | 68 |  |

|  | Segundo partido       |                       |    |  |
|  |                       |                       |    |  |
|  | Español de Osorno     | Español de Osorno     | 63 |  |
|  | Español de Osorno     | Español de Osorno     | 63 |  |
|  | Los Leones de Quilpué | Los Leones de Quilpué | 67 |  |
|  | Los Leones de Quilpué | Los Leones de Quilpué | 67 |  |

|  | Tercer partido        |                       |    |  |
|  |                       |                       |    |  |
|  | Los Leones de Quilpué | Los Leones de Quilpué | 78 |  |
|  | Los Leones de Quilpué | Los Leones de Quilpué | 78 |  |
|  | Colo-Colo             | Colo-Colo             | 68 |  |
|  | Colo-Colo             | Colo-Colo             | 68 |  |

|  | Tercer partido            |                           |    |  |
|  |                           |                           |    |  |
|  | Universidad de Concepción | Universidad de Concepción | 64 |  |
|  | Universidad de Concepción | Universidad de Concepción | 64 |  |
|  | Español de Osorno         | Español de Osorno         | 72 |  |
|  | Español de Osorno         | Español de Osorno         | 72 |  |

|    | Equipos                   | PTS | PJ | PG | PP | PF  | PC  | DIF |
| -- | ------------------------- | --- | -- | -- | -- | --- | --- | --- |
| 1. | Español de Osorno         | 5   | 3  | 2  | 1  | 218 | 175 | +43 |
| 2. | Universidad de Concepción | 5   | 3  | 2  | 1  | 250 | 218 | +32 |
| 3. | Colegio Los Leones        | 5   | 3  | 2  | 1  | 223 | 219 | +4  |
| 4. | Colo-Colo                 | 3   | 3  | 0  | 3  | 180 | 259 | -79 |

### Campeón
|                               |
| Español de Osorno 1.er título |
|                               |

## Domésticos femeninos

### Primera División Apertura

#### Grupo Centro
| Pos | Equipo                     | PTOS | PJ | PG | PP | DIF  |
| --- | -------------------------- | ---- | -- | -- | -- | ---- |
| 1.  | Sportiva Italiana          | 18   | 10 | 8  | 2  | 84   |
| 2.  | Universidad de Chile       | 18   | 10 | 8  | 2  | 173  |
| 3.  | Colegio Los Leones         | 17   | 10 | 7  | 3  | 117  |
| 4.  | Sergio Ceppi               | 14   | 10 | 4  | 6  | -118 |
| 5.  | Municipal Puente Alto      | 13   | 10 | 3  | 7  | -86  |
| 6.  | Gimnástico de Viña del Mar | 10   | 10 | 0  | 10 | -170 |

#### Grupo Sur
| Pos | Equipo                     | PTOS | PJ | PG | PP | DIF  |
| --- | -------------------------- | ---- | -- | -- | -- | ---- |
| 1.  | Escuela Paillaco           | 19   | 10 | 9  | 1  | 238  |
| 2.  | Universidad de Concepción  | 18   | 10 | 8  | 2  | 192  |
| 3.  | Español de Punta Arenas    | 16   | 10 | 6  | 4  | 4    |
| 4.  | Universidad de la Frontera | 15   | 10 | 5  | 5  | 16   |
| 5.  | Club Deportivo UCSC        | 12   | 10 | 2  | 8  | -97  |
| 6.  | CEB Puerto Montt           | 10   | 10 | 0  | 10 | -353 |

|  | Clasificados a la siguiente fase del torneo. |

#### Cuadrangular
A disputarse en el Gimnasio CEO 2 de Santiago durante julio de 2024.
| Pos | Equipos                   | Pts | PJ | PG | PP | Dif |
| --- | ------------------------- | --- | -- | -- | -- | --- |
| 1   | Sportiva Italiana         | 5   | 3  | 2  | 1  | 10  |
| 2   | Colegio Los Leones        | 5   | 3  | 2  | 1  | 32  |
| 3   | Universidad de Concepción | 4   | 3  | 1  | 2  | -16 |
| 4   | Alemana Paillaco          | 4   | 3  | 1  | 2  | -26 |

     Campeón.

#### Resultados
El torneo se desarrolló del 12 al 14 de julio de 2024.
| Fecha | Día   | Local                 | Resultado | Visitante                 |
| ----- | ----- | --------------------- | --------- | ------------------------- |
| 1     | 12/07 | Sportiva Italiana     | 71-58     | Universidad de Concepción |
| 1     | 12/07 | CD Colegio los leones | 82-53     | Escuela Alemana           |
| 2     | 13/07 | Sportiva Italiana     | 79-85     | Escuela Alemana           |
| 2     | 13/07 | CD Colegio los leones | 76-70     | Universidad de Concepción |
| 3     | 14/07 | Escuela Alemana       | 80-83     | Universidad de Concepción |
| 3     | 14/07 | CD Colegio los leones | 77-80     | Sportiva Italiana         |

#### Campeón
|                   |
| Sportiva Italiana |
|                   |
| 6.to título       |

### Primera División Clausura

#### Grupo Centro[12]
| Pos | Equipo                     | PTOS | PJ | PG | PP | AF  | EC  | DIF  |
| --- | -------------------------- | ---- | -- | -- | -- | --- | --- | ---- |
| 1.  | Colegio Los Leones         | 15   | 8  | 7  | 1  | 607 | 394 | 213  |
| 2.  | Sportiva Italiana          | 15   | 8  | 7  | 1  | 585 | 445 | 140  |
| 3.  | Sergio Ceppi               | 11   | 8  | 3  | 5  | 469 | 512 | -43  |
| 4.  | Gimnástico de Viña del Mar | 10   | 8  | 2  | 6  | 398 | 574 | -176 |
| 5.  | Municipal Puente Alto      | 9    | 8  | 1  | 7  | 409 | 543 | -134 |

#### Grupo Sur[13]
| Pos | Equipo                     | PTOS | PJ | PG | PP | AF  | EC  | DIF  |
| --- | -------------------------- | ---- | -- | -- | -- | --- | --- | ---- |
| 1.  | Escuela Paillaco           | 15   | 8  | 7  | 1  | 751 | 538 | 213  |
| 2.  | Universidad de Concepción  | 15   | 8  | 7  | 1  | 610 | 480 | 130  |
| 3.  | Universidad de la Frontera | 12   | 8  | 4  | 4  | 586 | 541 | 45   |
| 4.  | Español de Punta Arenas    | 10   | 8  | 2  | 6  | 430 | 545 | -115 |
| 5.  | CEB Puerto Montt           | 8    | 8  | 0  | 8  | 284 | 557 | -273 |

|  | Clasificados a la siguiente fase del torneo. |

#### Play-Offs
|  | Semifinales | Semifinales               | Semifinales | Semifinales       |    |    | Final              | Final | Final | Final |  |
|  |             |                           |             |                   |    |    |                    |       |       |       |  |
|  |             |                           |             |                   |    |    |                    |       |       |       |  |
|  | 1A          | Colegio Los Leones        | 91          | 97                |    |    |                    |       |       |       |  |
|  | 1A          | Colegio Los Leones        | 91          | 97                |    |    |                    |       |       |       |  |
|  | 2B          | Universidad de Concepción | 65          | 86                |    |    |                    |       |       |       |  |
|  | 2B          | Universidad de Concepción | 65          | 86                |    | 1A | Colegio Los Leones | 73    | 61    |       |  |
|  |             |                           |             |                   |    | 1A | Colegio Los Leones | 73    | 61    |       |  |
|  |             |                           | 2A          | Sportiva Italiana | 75 | 72 |                    |       |       |       |  |
|  | 1B          | Escuela Alemana Paillaco  | 2A          | Sportiva Italiana | 75 | 72 | 67                 | 74    |       |       |  |
|  | 1B          | Escuela Alemana Paillaco  |             |                   |    |    | 67                 | 74    |       |       |  |
|  | 2A          | Sportiva Italiana         | 73          | 78                |    |    |                    |       |       |       |  |
|  | 2A          | Sportiva Italiana         | 73          | 78                |    |    |                    |       |       |       |  |
|  |             |                           |             |                   |    |    |                    |       |       |       |  |

#### Campeón
|                   |
| Sportiva Italiana |
|                   |
| 7.mo título       |

### Segunda División

#### Cuadro PlayOffs
|  | Semifinal Zonal | Semifinal Zonal            | Semifinal Zonal | Semifinal Zonal         | Semifinal Zonal |    |                            | Final Zonal          | Final Zonal | Final Zonal | Final Zonal | Final Zonal |    |               | Final Zonas AB/CD    | Final Zonas AB/CD | Final Zonas AB/CD | Final Zonas AB/CD | Final Zonas AB/CD |  |    | Final Nacional | Final Nacional | Final Nacional |  |
|  |                 |                            |                 |                         |                 |    |                            |                      |             |             |             |             |    |               |                      |                   |                   |                   |                   |  |    |                |                |                |  |
|  |                 |                            |                 |                         |                 |    |                            |                      |             |             |             |             |    |               |                      |                   |                   |                   |                   |  |    |                |                |                |  |
|  | A1              | Quilpué Basquetbol         | 64              | 70                      |                 |    |                            |                      |             |             |             |             |    |               |                      |                   |                   |                   |                   |  |    |                |                |                |  |
|  | A1              | Quilpué Basquetbol         | 64              | 70                      |                 |    |                            |                      |             |             |             |             |    |               |                      |                   |                   |                   |                   |  |    |                |                |                |  |
|  | A4              | Santiago Morning Quilicura | 66              | 71                      |                 |    |                            |                      |             |             |             |             |    |               |                      |                   |                   |                   |                   |  |    |                |                |                |  |
|  | A4              | Santiago Morning Quilicura | 66              | 71                      |                 | A4 | Santiago Morning Quilicura | 72                   | 42          |             |             |             |    |               |                      |                   |                   |                   |                   |  |    |                |                |                |  |
|  |                 |                            |                 |                         |                 | A4 | Santiago Morning Quilicura | 72                   | 42          |             |             |             |    |               |                      |                   |                   |                   |                   |  |    |                |                |                |  |
|  |                 |                            | A2              | New Crusaders           | 80              | 51 |                            |                      |             |             |             |             |    |               |                      |                   |                   |                   |                   |  |    |                |                |                |  |
|  | A2              | New Crusaders              | A2              | New Crusaders           | 80              | 51 | 78                         | 58                   |             |             |             |             |    |               |                      |                   |                   |                   |                   |  |    |                |                |                |  |
|  | A2              | New Crusaders              |                 |                         |                 |    |                            |                      |             |             |             |             |    |               |                      |                   |                   |                   |                   |  |    |                |                |                |  |
|  | A3              | CD Boston College          | 54              | 50                      |                 |    |                            |                      |             |             |             |             |    |               |                      |                   |                   |                   |                   |  |    |                |                |                |  |
|  | A3              | CD Boston College          | 54              | 50                      |                 |    |                            |                      |             |             |             |             | A2 | New Crusaders | 81                   | 54                | 60                |                   |                   |  |    |                |                |                |  |
|  |                 |                            |                 |                         |                 |    |                            |                      |             |             |             |             | A2 | New Crusaders | 81                   | 54                | 60                |                   |                   |  |    |                |                |                |  |
|  |                 |                            | B1              | CD Brisas               | 69              | 60 | 70                         |                      |             |             |             |             |    |               |                      |                   |                   |                   |                   |  |    |                |                |                |  |
|  | B1              | CD Brisas                  | B1              | CD Brisas               | 69              | 60 | 70                         | 39                   | 64          | 50          |             |             |    |               |                      |                   |                   |                   |                   |  |    |                |                |                |  |
|  | B1              | CD Brisas                  |                 |                         |                 |    |                            |                      |             | 50          |             |             |    |               |                      |                   |                   |                   |                   |  |    |                |                |                |  |
|  | B4              | Luis Matte Larraín         | 61              | 57                      | 45              |    |                            |                      |             |             |             |             |    |               |                      |                   |                   |                   |                   |  |    |                |                |                |  |
|  | B4              | Luis Matte Larraín         | 61              | 57                      | 45              |    | B1                         | CD Brisas            | 45          | 69          | 65          |             |    |               |                      |                   |                   |                   |                   |  |    |                |                |                |  |
|  |                 |                            |                 |                         |                 |    | B1                         | CD Brisas            | 45          | 69          | 65          |             |    |               |                      |                   |                   |                   |                   |  |    |                |                |                |  |
|  |                 |                            | B3              | Universitarios de Chile | 81              | 61 | 41                         |                      |             |             |             |             |    |               |                      |                   |                   |                   |                   |  |    |                |                |                |  |
|  | B2              | Unión Estrella del Sur     | B3              | Universitarios de Chile | 81              | 61 | 41                         | 52                   | 47          | 39          |             |             |    |               |                      |                   |                   |                   |                   |  |    |                |                |                |  |
|  | B2              | Unión Estrella del Sur     |                 |                         |                 |    |                            |                      |             | 39          |             |             |    |               |                      |                   |                   |                   |                   |  |    |                |                |                |  |
|  | B3              | Universitarios de Chile    | 41              | 51                      | 44              |    |                            |                      |             |             |             |             |    |               |                      |                   |                   |                   |                   |  |    |                |                |                |  |
|  | B3              | Universitarios de Chile    | 41              | 51                      | 44              |    |                            |                      |             |             |             |             |    |               |                      |                   |                   |                   |                   |  | B1 | CD Brisas      | 66             |                |  |
|  |                 |                            |                 |                         |                 |    |                            |                      |             |             |             |             |    |               |                      |                   |                   |                   |                   |  | B1 | CD Brisas      | 66             |                |  |
|  |                 |                            | D1              | CD UACh                 | 64              |    |                            |                      |             |             |             |             |    |               |                      |                   |                   |                   |                   |  |    |                |                |                |  |
|  | C1              | CD Municipal Chillán       | D1              | CD UACh                 | 64              | 59 | 84                         | 20                   |             |             |             |             |    |               |                      |                   |                   |                   |                   |  |    |                |                |                |  |
|  | C1              | CD Municipal Chillán       |                 |                         |                 |    |                            |                      |             |             |             |             |    |               |                      |                   |                   |                   |                   |  |    |                |                |                |  |
|  | C4              | O´Higgins Rancagua         | 60              | 54                      | 0               |    |                            |                      |             |             |             |             |    |               |                      |                   |                   |                   |                   |  |    |                |                |                |  |
|  | C4              | O´Higgins Rancagua         | 60              | 54                      | 0               |    | C1                         | CD Municipal Chillán | 49          | 48          |             |             |    |               |                      |                   |                   |                   |                   |  |    |                |                |                |  |
|  |                 |                            |                 |                         |                 |    | C1                         | CD Municipal Chillán | 49          | 48          |             |             |    |               |                      |                   |                   |                   |                   |  |    |                |                |                |  |
|  |                 |                            | C3              | Truenos de Talca        | 44              | 36 |                            |                      |             |             |             |             |    |               |                      |                   |                   |                   |                   |  |    |                |                |                |  |
|  | C2              | CDSB Constitución          | C3              | Truenos de Talca        | 44              | 36 | 42                         | 45                   | 36          |             |             |             |    |               |                      |                   |                   |                   |                   |  |    |                |                |                |  |
|  | C2              | CDSB Constitución          |                 |                         |                 |    |                            |                      |             |             |             |             |    |               |                      |                   |                   |                   |                   |  |    |                |                |                |  |
|  | C3              | Truenos de Talca           | 38              | 62                      | 55              |    |                            |                      |             |             |             |             |    |               |                      |                   |                   |                   |                   |  |    |                |                |                |  |
|  | C3              | Truenos de Talca           | 38              | 62                      | 55              |    |                            |                      |             |             |             |             |    | C1            | CD Municipal Chillán | 52                | 71                | 41                |                   |  |    |                |                |                |  |
|  |                 |                            |                 |                         |                 |    |                            |                      |             |             |             |             |    | C1            | CD Municipal Chillán | 52                | 71                | 41                |                   |  |    |                |                |                |  |
|  |                 |                            | D1              | CD UACh                 | 69              | 56 | 63                         |                      |             |             |             |             |    |               |                      |                   |                   |                   |                   |  |    |                |                |                |  |
|  |                 |                            | D1              | CD UACh                 | 69              | 56 | 63                         |                      |             |             |             |             |    |               |                      |                   |                   |                   |                   |  |    |                |                |                |  |
|  |                 |                            |                 |                         |                 |    |                            |                      |             |             |             |             |    |               |                      |                   |                   |                   |                   |  |    |                |                |                |  |
|  |                 |                            |                 |                         |                 |    |                            |                      |             |             |             |             |    |               |                      |                   |                   |                   |                   |  |    |                |                |                |  |
|  |                 | D1                         | CD UACh         | 65                      | 60              |    |                            |                      |             |             |             |             |    |               |                      |                   |                   |                   |                   |  |    |                |                |                |  |
|  |                 |                            |                 |                         |                 |    |                            |                      |             |             |             |             |    |               |                      |                   |                   |                   |                   |  |    |                |                |                |  |
|  |                 |                            | D2              | Español de Osorno       | 46              | 52 |                            |                      |             |             |             |             |    |               |                      |                   |                   |                   |                   |  |    |                |                |                |  |
|  |                 |                            | D2              | Español de Osorno       | 46              | 52 |                            |                      |             |             |             |             |    |               |                      |                   |                   |                   |                   |  |    |                |                |                |  |
|  |                 |                            |                 |                         |                 |    |                            |                      |             |             |             |             |    |               |                      |                   |                   |                   |                   |  |    |                |                |                |  |
|  |                 |                            |                 |                         |                 |    |                            |                      |             |             |             |             |    |               |                      |                   |                   |                   |                   |  |    |                |                |                |  |
|  |                 |                            |                 |                         |                 |    |                            |                      |             |             |             |             |    |               |                      |                   |                   |                   |                   |  |    |                |                |                |  |
|  |                 |                            |                 |                         |                 |    |                            |                      |             |             |             |             |    |               |                      |                   |                   |                   |                   |  |    |                |                |                |  |

#### Campeón
|                         |
| Club Brisas 1.er título |

## FIBA Américas masculino

### Liga de Campeones de Baloncesto de las Américas 2023-24
| Equipo                    | Vía de clasificación  | Fase inicial   | Fase final     | PJ | PG | PP |
| ------------------------- | --------------------- | -------------- | -------------- | -- | -- | -- |
| Universidad de Concepción | Campeón Liga UNO 2023 | Fase de grupos | Fase de grupos | 6  | 0  | 6  |

### Liga Sudamericana de Baloncesto 2024
| Equipo            | Vía de clasificación                | Fase inicial   | Fase final     | PJ | PG | PP |
| ----------------- | ----------------------------------- | -------------- | -------------- | -- | -- | -- |
| Español de Osorno | Subcampeón Liga UNO 2024            | Fase de grupos | Fase de grupos | 4  | 1  | 3  |
| ABA Ancud         | 2do Temporada regular Liga UNO 2024 | Fase de grupos | Fase de grupos | 4  | 2  | 2  |

## FIBA Americas femenina

### Liga Femenina de Baloncesto de las Américas 2024
| Equipo            | Vía de clasificación          | Fase inicial   | Fase final   | PJ | PG | PP |
| ----------------- | ----------------------------- | -------------- | ------------ | -- | -- | -- |
| Sportiva Italiana | Campeón Primera División 2023 | Fase de grupos | Cuarto lugar | 5  | 2  | 3  |

### Liga Sudamericana de Clubes de Básquetbol 2024
| Equipo               | Vía de clasificación                   | Fase inicial   | Fase final     | PJ | PG | PP |
| -------------------- | -------------------------------------- | -------------- | -------------- | -- | -- | -- |
| Universidad de Chile | Subcampeón de la Primera División 2023 | Fase de grupos | Fase de grupos | 3  | 0  | 3  |

## Selección Absoluta Masculina

### Enfrentamientos
| Fecha      | Recinto                      | Rival     | Marcador | Competencia                         |
| ---------- | ---------------------------- | --------- | -------- | ----------------------------------- |
| 22/02/2024 | Polideportivo Islas Malvinas | Argentina | 90 - 78  | Clasificatorio a FIBA AmeriCup 2025 |
| 25/02/2024 | Coliseo de Valdivia          | Argentina | 79 - 77  | Clasificatorio a FIBA AmeriCup 2025 |
| 22/11/2024 | Coliseo de Valdivia          | Colombia  | 74 - 80  | Clasificatorio a FIBA AmeriCup 2025 |
| 25/11/2024 | Coliseo de Valdivia          | Venezuela | 86 - 61  | Clasificatorio a FIBA AmeriCup 2025 |

## Selección Absoluta Femenina

### Enfrentamientos
| Fecha      | Recinto                        | Rival     | Marcador | Competencia                  |
| ---------- | ------------------------------ | --------- | -------- | ---------------------------- |
| 31/08/2024 | Centro de Deportes de Santiago | Uruguay   | 80 - 64  | Campeonato Sudamericano 2024 |
| 1/09/2024  | Centro de Deportes de Santiago | Bolivia   | 79 - 50  | Campeonato Sudamericano 2024 |
| 3/09/2024  | Centro de Deportes de Santiago | Brasil    | 45 - 86  | Campeonato Sudamericano 2024 |
| 4/09/2024  | Centro de Deportes de Santiago | Argentina | 42 - 81  | Campeonato Sudamericano 2024 |
| 6/9/2024   | Centro de Deportes de Santiago | Ecuador   | 62 - 44  | Campeonato Sudamericano 2024 |
| 7/9/2024   | Centro de Deportes de Santiago | Paraguay  | 72 - 65  | Campeonato Sudamericano 2024 |